# Antiphrisson charanchoicus
Antiphrisson charanchoicus là một loài ruồi trong họ Asilidae. Antiphrisson charanchoicus được Lehr miêu tả năm 1987. Loài này phân bố ở vùng Cổ Bắc giới.